# Ribarići
Ribarići is een plaats in de gemeente Ogulin in de Kroatische provincie Karlovac. De plaats telt 312 inwoners (2001).